# Кальненська сільська рада (Зборівський район)
Кальне́нська сільська́ ра́да — адміністративно-територіальна одиниця та орган місцевого самоврядування у Зборівському районі Тернопільської області. Адміністративний центр — село Кальне.

## Загальні відомості
Кальненська сільська рада утворена в 1939 році.
- Територія ради: 3,86 км²
- Населення ради: 1 062 особи (станом на 2001 рік)
- Територією ради протікає річка Зварич

## Населені пункти
Сільській раді були підпорядковані населені пункти:
- с. Кальне
- с. Жабиня

## Склад ради
Рада складалася з 16 депутатів та голови.
- Голова ради: Пальцан Володимир Миронович
- Секретар ради: Кушнір Михайло Олексійович

### Керівний склад попередніх скликань
| Прізвище, ім'я, по батькові | Основні відомості                                                               | Дата обрання | Дата звільнення |
| --------------------------- | ------------------------------------------------------------------------------- | ------------ | --------------- |
| Пальцан Володимир Миронович | Сільський голова, 1971 року народження, освіта середня спеціальна, безпартійний | 26.03.2006   | 31.10.2010      |
| Пальцан Володимир Миронович | Сільський голова, 1971 року народження, освіта середня спеціальна, безпартійний | 31.10.2010   |                 |

Примітка: таблиця складена за даними сайту Верховної Ради України

### Депутати
За результатами місцевих виборів 2010 року депутатами ради стали:

#### За суб'єктами висування
| Суб'єкт висування | Кількість обраних депутатів | %   |
| ----------------- | --------------------------- | --- |
| Самовисування     | 16                          | 100 |

#### За округами
| № округу | Прізвище, ім'я, по батькові | Дата визнання обраним | Освіта             | Партійна приналежність                    | Відомості про обраного депутата                     |
| -------- | --------------------------- | --------------------- | ------------------ | ----------------------------------------- | --------------------------------------------------- |
| 1        | Ясінська Ярослава Дмитрівна | 05.11.2010            | середня            | позапартійна                              | Поморянський професійний ліцей, різноробоча         |
| 2        | Сабадаш Руслан Богданович   | 05.11.2010            | вища               | позапартійний                             | тимчасово не працює                                 |
| 3        | Ферлиївська Надія Іванівна  | 05.11.2010            | вища               | позапартійна                              | загальноосвітня школа І-ІІ ст. с. Кальне, директор  |
| 4        | Біловус Ольга Василівна     | 05.11.2010            | середня спеціальна | позапартійна                              | фельдшерсько-акушерський пункт с. Кальне, завідувач |
| 5        | Кушнір Михайло Олексійович  | 05.11.2010            | вища               | член Політичної партії «Наша Україна»     | КальненськаСільська рада, секретар                  |
| 6        | Будний Михайло Павлович     | 05.11.2010            | вища               | позапартійний                             | загальноосвітня школа І-ІІ ст. с. Кальне, вчитель   |
| 7        | Затор Василь Павлович       | 05.11.2010            | вища               | позапартійний                             | загальноосвітня школа І-ІІ ст. с. Кальне, вчитель   |
| 8        | Хілярська Марія Павлівна    | 05.11.2010            | вища               | позапартійна                              | загальноосвітня школа І-ІІ ст. с. Кальне, вчитель   |
| 9        | Литвин Микола Ярославович   | 05.11.2010            | середня            | позапартійний                             | тимчасово не працює                                 |
| 10       | Семен Василь Іванович       | 05.11.2010            | середня            | член Всеукраїнського об'єднання «Свобода» | тимчасово не працює                                 |
| 11       | Кадило Андрій Петрович      | 05.11.2010            | середня            | позапартійний                             | ТзОВ"СТЕП", різноробочий                            |
| 12       | Кравець Юрій Анатолійович   | 05.11.2010            | середня            | позапартійний                             | тимчасово не працює                                 |
| 13       | Овчар Михайло Богданович    | 05.11.2010            | середня            | позапартійний                             | Тернопільське ОВГ, різноробочий                     |
| 14       | Долинний Іван Федорович     | 05.11.2010            | середня            | позапартійний                             | Зборівський коледж, студент                         |
| 15       | Питель Стефанія Іванівна    | 05.11.2010            | середня            | позапартійна                              | тимчасово не працює                                 |
| 16       | Ткачук Ольга Володимирівна  | 05.11.2010            | середня спеціальна | позапартійна                              | магазин с. Жабиня, продавець                        |